# Базилдон (район)
Базилдон (англ. Basildon) — неметрополитенский район (англ. non-metropolitan district) со статусом боро в графстве Эссекс (Англия). Административный центр — город Базилдон.

## История
Район был образован в 1974 году из городского округа Базилдон и части городского округа Таррок.

## География
Район расположен в центральной части графства Эссекс.

## Состав
В состав района входит 4 города:
- Базилдон
- Биллерики (англ.)
- Питси (англ.)
- Уикфорд (англ.)

и 7 общин (англ. civil parish).